# Marco Bachi

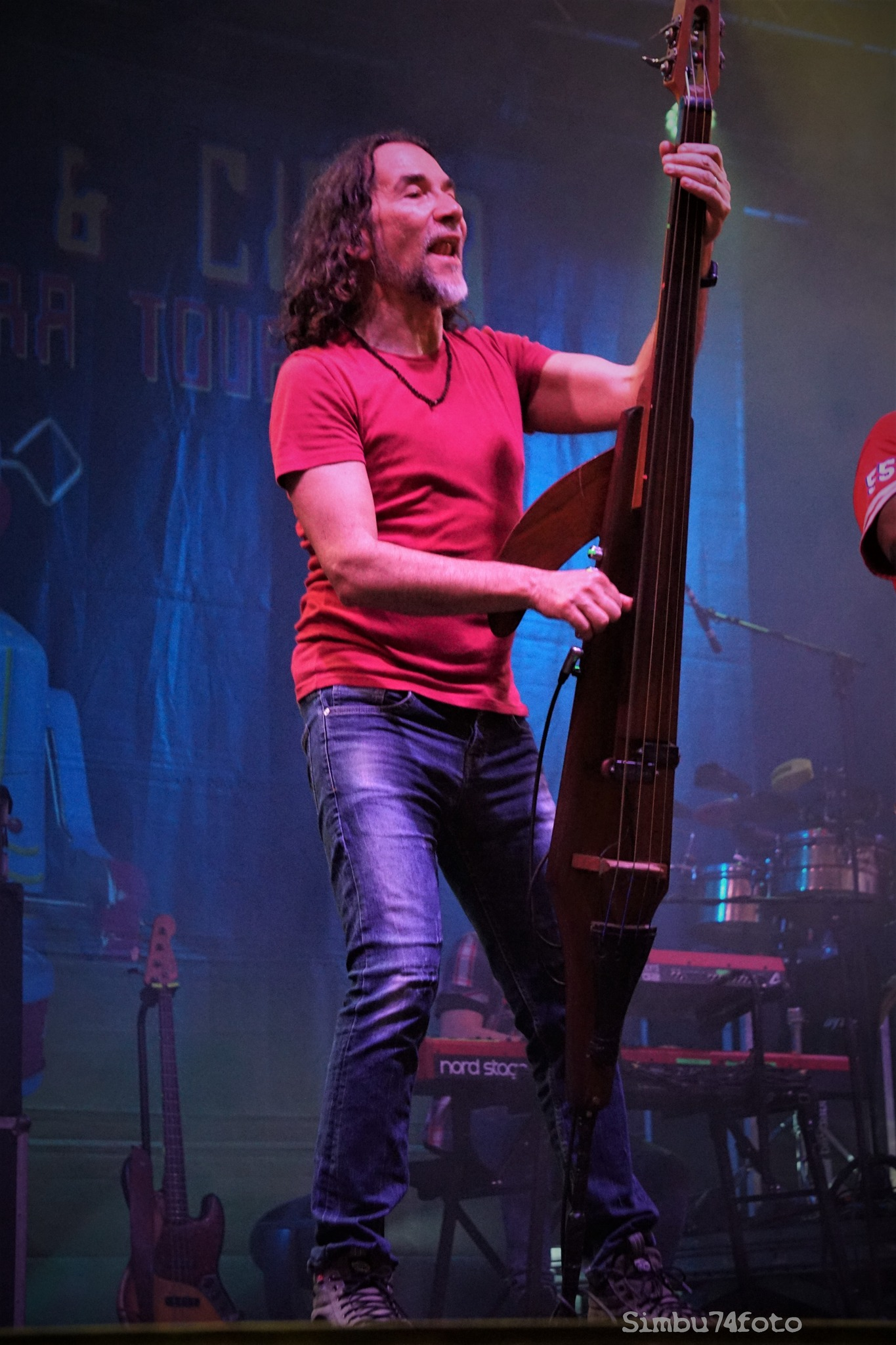
Marco Bachi suona il suo fedele contrabbasso elettrico

Marco Bachi, noto anche con lo pseudonimo di Donbachi (Firenze, 27 novembre 1968), è un bassista e contrabbassista italiano, membro del gruppo folk rock toscano Bandabardò.

## Biografia
Inizia lo studio delle tastiere e poi del basso elettrico a 15 anni.
A 19 anni inizia a studiare contrabbasso al Conservatorio Cherubini di Firenze sotto la guida del M° Francini.
Si diploma in contrabbasso il 10 luglio del 1997 sotto la guida del M° Alberto Bocini
In questo periodo suona prevalentemente in orchestre di musica classica e cameristica 
Dal 1993 entra nella bandabardò e continua a collaborare sia in studio di registrazione che live con
altri artisti e parallelamente sviluppa la sua attività didattica e di endorser.
Con la Bandabardò ha realizzato 11 dischi ed ha suonato in oltre 1450 concerti in Italia, Spagna, Inghilterra, Irlanda, Francia, Svizzera, Germania, Belgio, Canada e Messico.
Oltre a suonare con la Bandabardò, ha suonato e collaborato con Daniele Silvestri, Max Gazzè, Paola Turci, Piero Pelù, Roy Paci, Eddie Martin, Glen Hansard, Stefano Bollani, Paul Gilbert, Robben Ford, Ascanio Celestini, Alessandro Benvenuti, Diaframma, Andrea Chimenti, Litfiba, Davide Matrisciano, Petra Magoni, The Gipsy Kings, Niki la Rosa, Giulia Pratelli, Roberto Luti, Mozait, Gaudats Junk Band, Gatti Mezzi, Enzo Iachetti, Carlo Monni, Patty Pravo, Tonino Carotone, Giobbe Covatta, Dario Fo, Casa del vento, Cisco ed altri ancora.

## Altri progetti

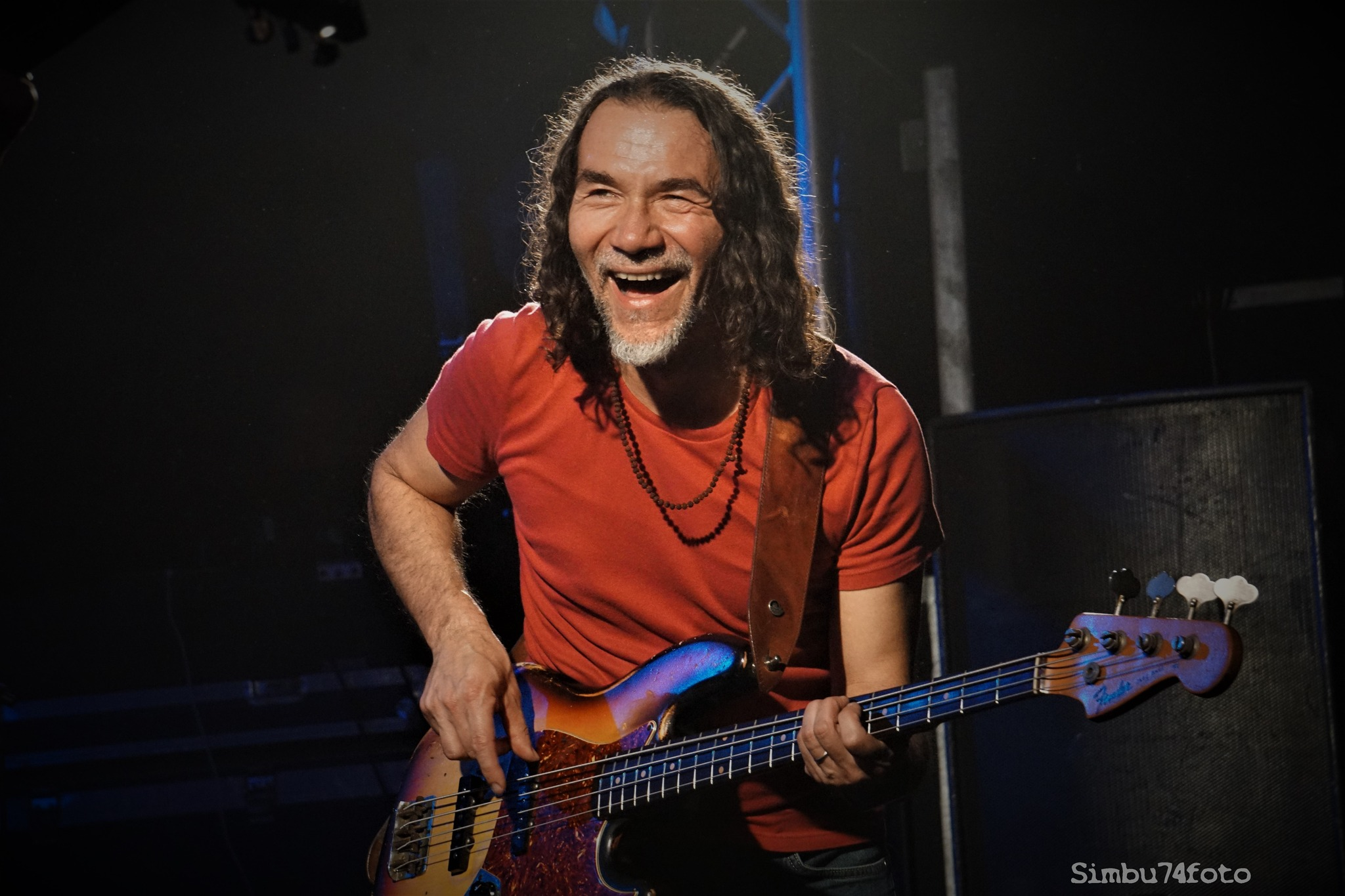
Marco Bachi al basso elettrico